# 罗曼·普季岑
罗曼·维克托罗维奇·普季岑（羅馬化：Roman Viktorovich Ptitsyn；1975年9月8日—）是俄罗斯政治人物、第八届国家杜马议员。他代表统一俄罗斯党竞选阿尔泰选区并成功当选。

## 制裁
普季岑于2022年因俄乌战争而受到英国政府制裁。